# オールド97'S
オールド97'S（オールドナインティセブンス、Old 97's）は、アメリカ合衆国のオルタナティヴ・カントリー・バンドである。1993年に結成されて以降、12作のスタジオ・アルバム、2作のEPのほか、スプリット・アルバムとライブ・アルバムをそれぞれ1作ずつ発売している。
1990年代半ばから後半にかけて起こったオルト・カントリー・ムーブメントの先駆者で、2000年代にはパワー・ポップ路線を確立させている。リード・ボーカリストのレット・ミラーは、バンドの音楽スタイルを「ラウド・フォーク」（Loud folk）と表現している。バンド名は「Wreck of the Old 97」に由来する。

## 来歴
1993年、レット・ミラーとベーシストのムリー・ハーモンドによって結成。1994年に地元のレコードレーベル「Big Iron」から発売したアルバム『Hitchhike to Rhome』でデビュー。その後、ブラッドショット・レコードと契約を結び、『Wreck Your Life』を発売。同作のミラーのボーカルとミラーが手がけた歌詞は、当時急成長していたオルタナティヴ・カントリー・シーンで注目を集め、オルト97'Sはエレクトラ・レコードを契約を結び、1997年にアルバム『Too Far to Care』を発売。同年の夏に開催された『ロラパルーザ』に出演し、この他にもウィスキータウンとともに『ノー・ディプレッション』誌が主催する複数のライブイベントに出演した。
1999年、アルバム『Fight Song』を発売。しかし、この頃にはギターはグランジ寄りのサウンドになり、初期のバンドのサウンドの基盤となっていたカントリーの要素を薄くなっていた。ミラーとハーモンドは「Ranchero Brothers」という私的なバンドを結成。同バンドでのアルバムの発売も計画されたが、最終的に実現することはなかった。その後、2人はオールド97'Sの活動に再び重点を置くようになり、2001年にアルバム『Satellite Rides』を発売。同作は2001年4月7日付のBillboard 200で初登場121位を獲得。
『Satellite Rides』発売後、活動を一時的に休止。この休止期間で、ミラーは2002年にソロ・アルバム『The Instigator』を発売し、他のメンバーはそれぞれ家族と過ごした。2004年にアルバム『Dragit Up』を発売し、活動を再開。
2008年、メンバーはダラスに集まり、アルバムのレコーディングを行なう。同年に『Blame It on Gravity』を発売。同作は2008年5月31日付のBillboard 200で初登場85位を獲得。
2017年、アルバム『Graveyard Whistling』を発売。同作でミラーは、ブッチ・ウォーカーやニコール・アトキンスをはじめとしたソングライターと共作。
2020年8月21日、ATOレコードからアルバム『Twelfth』を発売。同作のプロデュースは、ヴァンス・パウエルが手がけた。

## メンバー
在籍中のメンバー
- レット・ミラー（Rhett Miller） - リード・ボーカル、リズムギター（1992年 - ）
- ムリー・ハーモンド（Murry Hammond） - ベース、ボーカル、アコースティック・ギター（1992年 - ）
- ケン・ベゼア（Ken Bethea） - リードギター、ボーカル（1992年 - ）
- フィリップ・ピープルズ（Philip Peeples） - ドラムス、ボーカル（1992年 - ）

サポートメンバー（セッション）
- クラーク・フォーゲラ―（Clark Vogeler） - リードギター（1994年 - ）
- アラン・ウーリー（Alan Wooley） - リードギター（1994年 - ）

サポートメンバー（ライブツアー）
- フレッド・アーミセン（Fred Armisen） - ドラムス（2017年）
- ジェイソン・ガーナー（Jason Garner） - ドラムス（2017年）

## ディスコグラフィ

### シングル
| 発売年                      | タイトル                                 | 最高位 | 初収録アルバム                |
| 発売年                      | タイトル                                 | US AAA | 初収録アルバム                |
| --------------------------- | ---------------------------------------- | ------ | ----------------------------- |
| 1995                        | Eyes for You                             | —      | アルバム未収録                |
| 1996                        | Crying Drunk                             | —      | アルバム未収録                |
| 1997                        | Timebomb                                 | —      | Too Far to Care               |
| 1998                        | Streets of Where I'm From                | —      | Too Far to Care               |
| 1999                        | Murder (or a Heart Attack)               | 6      | Fight Songs                   |
| 1999                        | Nineteen                                 | 9      | Fight Songs                   |
| 2001                        | King of All the World                    | 8      | Satellite Rides               |
| 2007                        | Here It Is Christmas Time                | —      | アルバム未収録                |
| 2008                        | Dance With me                            | 28     | Brame It On Gravity           |
| 2010                        | Every Night is Friday Night (With You)   | 20     | The Grand Theatre, Volume One |
| 2017                        | Good with God (featuring Brandi Carlile) | 11     | Graveyard Whisting            |
| 2020                        | Turn off the TV                          | 22     | Twelfth                       |
| 「—」はチャート圏外を表す。 |                                          |        |                               |

### アルバム
| タイトル                                                            | 詳細 | 最高位 | 最高位 |
| タイトル                                                            | 詳細 | US 200 | US HA  |
| ------------------------------------------------------------------- | --- | ------ | ------ |
| Hitchhike to Rhome                                                  | - 発売日 : 1994年11月1日 - レーベル : ビッグ・アイアン・レコード                                              | —      | —      |
| Stoned / Garage Sale (with Funland)                                 | - 発売日 : 1995年8月5日 - レーベル : ビッグ・アイアン・レコード                                               | —      | —      |
| Wreck Your Life                                                     | - 発売日 : 1995年10月3日 - レーベル : ブラッドショット・レコード                                              | —      | —      |
| Too Far to Care                                                     | - 発売日 : 1997年6月17日 - レーベル : エレクトラ・レコード - 2012年に発売15周年を記念した拡大版が発売された。 | —      | —      |
| Fight Songs                                                         | - 発売日 : 1999年4月27日 - レーベル : エレクトラ・レコード                                                    | —      | 16     |
| Early Tracks                                                        | - 発売日 : 2000年5月23日 - レーベル : ブラッドショット・レコード                                              | —      | —      |
| Satellite Rides                                                     | - 発売日 : 2001年3月20日 - レーベル : エレクトラ・レコード                                                    | 121    | 2      |
| Drag It Up                                                          | - 発売日 : 2004年7月27日 - レーベル : ニュー・ウェスト・レコード                                              | 120    | 3      |
| Alive & Wired                                                       | - 発売日 : 2005年10月26日 - レーベル : ニュー・ウェスト・レコード                                             | —      | —      |
| Hit by a Train: The Best of Old 97's                                | - 発売日 : 2006年6月20日 - レーベル : ライノ・エンタテインメント                                              | —      | —      |
| Blame It on Gravity                                                 | - 発売日 : 2008年5月13日 - レーベル : ニュー・ウェスト・レコード                                              | —      | —      |
| Wreck Your Life... And Then Some: The Complete Bloodshot Recordings | - 発売日 : 2009年 - レーベル : ブラッドショット・レコード - 2枚組LP盤での発売。                               | 85     | —      |
| Mimeograph                                                          | - 発売日 : 2010年7月6日 - レーベル : ニュー・ウェスト・レコード                                               | —      | —      |
| The Grand Theatre, Volume One                                       | - 発売日 : 2010年10月12日 - レーベル : ニュー・ウェスト・レコード                                             | —      | —      |
| The Grand Theatre, Volume Two                                       | - 発売日 : 2011年7月5日 - レーベル : ニュー・ウェスト・レコード                                               | —      | —      |
| Old 97's & Waylon Jennings                                          | - 発売日 : 2013年10月1日 - レーベル : アムニヴォー・レコーディングス                                          | —      | —      |
| Most Messed Up                                                      | - 発売日 : 2014年4月29日 - レーベル : ATOレコード                                                             | 30     | —      |
| Graveyard Whistling                                                 | - 発売日 : 2017年2月24日 - レーベル : ATOレコード                                                             | 82     | —      |
| Love the Holiday                                                    | - 発売日 : 2018年11月16日 - レーベル : ATOレコード                                                            | —      | —      |
| Twelfth                                                             | - 発売日 : 2020年8月21日 - レーベル : ATOレコード                                                             | —      | —      |
| 「—」はチャート圏外を表す。                                         | |        |        |

### DVD
- Old 97's Live（2005年、ニュー・ウェスト・レコード）